# Jacques Legras

Jacques Legras

Jacques Legras (* 25. Oktober 1923 in Nantes; † 15. März 2006 in Paris) war ein französischer Schauspieler.

## Biographie
Legras übernahm 1949 in der Komödie Branquignol seine erste Rolle. Insgesamt spielte er bis Ende der 1990er Jahre in rund 100 Produktionen mit, darunter auch in Balduin, der Trockenschwimmer.
Er arbeitete unter anderem mit Jacques Rouland und Pierre Bellemare zusammen, die beide französische Radiopersönlichkeiten waren.
In der Fernsehsendung La Caméra invisible wirkte er ab 1961 als einer der Hauptdarsteller mit.
Legras wurde auf dem Cimetière de Montmartre beerdigt.

## Filmographie (Auswahl)
- 1949: Branquignol
- 1951: Bertrand cœur de lion
- 1952: L'amour n'est pas un péché
- 1953: Die Abenteuer der drei Musketiere (Les Trois Mousquetaires)
- 1954: Das Tollste vom Tollen (Ah ! les belles bacchantes)
- 1961: Der tolle Amerikaner (La belle Américaine)
- 1964: Bei Oscar ist ’ne Schraube locker (Une souris chez les hommes)
- 1966: Scharfe Kurven für Madame (Le grand restaurant)
- 1968: Balduin, der Trockenschwimmer (Le petit baigneur)
- 1972: Die tollen Charlots – Ferien wie noch nie (Les Charlots font l'Espagne)
- 1973: Hummeln im Hintern (La gueule de l'emploi)
- 1976: Mit Rose und Revolver (Les Brigades du Tigre, Fernsehserie, 1 Folge)
- 1979: Mein Partner Davis (L'Associé)
- 1979: Les héros n’ont pas froid aux oreilles
- 1981: Es ist so schön, Soldat zu sein (Les bidasses aux grandes manœuvres)
- 1981: Der Geheimagent (L’agent secret)

## Theatrographie
- 1958: Pommes à l'anglaise
- 1962: La Grosse Valse
- 1974: Le Petit Fils du Cheik
- 1976: Le Séquoïa
- 1980: La Musique adoucit les mœurs
- 1980: Reviens dormir à l’Élysée
- 1982: En sourdine... les sardines!
- 1989: Point de feu sans fumée